# Bắc Tân Uyên (huyện)
Bắc Tân Uyên là một huyện cũ nằm ở phía đông tỉnh Bình Dương, Việt Nam.

## Địa lý
Huyện Bắc Tân Uyên nằm ở phía đông tỉnh Bình Dương, cách thành phố Thủ Dầu Một khoảng 34 km về phía đông bắc, cách trung tâm Thành phố Hồ Chí Minh khoảng 48 km, có vị trí địa lý:
- Phía đông và phía nam giáp huyện Vĩnh Cửu, tỉnh Đồng Nai
- Phía tây giáp các thành phố Bến Cát và Tân Uyên
- Phía bắc giáp các huyện Bàu Bàng và Phú Giáo.

Huyện Bắc Tân Uyên có diện tích 400,31 km², dân số năm 2021 là 87.532 người, mật độ dân số đạt 220 người/km².

## Hành chính
Huyện Bắc Tân Uyên có 10 đơn vị hành chính cấp xã trực thuộc, bao gồm 2 thị trấn: Tân Thành (huyện lỵ), Tân Bình và 8 xã: Bình Mỹ, Đất Cuốc, Hiếu Liêm, Lạc An, Tân Định, Tân Lập, Tân Mỹ, Thường Tân.

## Lịch sử
Huyện được thành lập vào ngày 29 tháng 12 năm 2013 theo Nghị quyết số 136/NQ-CP của Chính phủ, trên cơ sở 10 xã còn lại của huyện Tân Uyên cũ: Bình Mỹ, Đất Cuốc, Hiếu Liêm, Lạc An, Tân Bình, Tân Định, Tân Lập, Tân Mỹ, Tân Thành và Thường Tân.
Khi mới thành lập, huyện có 40.087,67 ha diện tích tự nhiên, 58.439 người với 10 xã trực thuộc. Huyện lỵ đặt tại xã Tân Thành.
Ngày 11 tháng 7 năm 2018, Ủy ban thường vụ Quốc hội ban hành Nghị quyết 535/NQ-UBTVQH14. Theo đó, thành lập thị trấn Tân Thành, thị trấn huyện lỵ huyện Bắc Tân Uyên trên cơ sở toàn bộ diện tích và dân số của xã Tân Thành.
Ngày 9 tháng 12 năm 2020, Ủy ban Thường vụ Quốc hội ban hành Nghị quyết 1110/NQ-UBTVQH14 (nghị quyết có hiệu lực từ ngày 1 tháng 2 năm 2021). Theo đó, thành lập thị trấn Tân Bình trên cơ sở toàn bộ diện tích và dân số của xã Tân Bình.
Huyện Bắc Tân Uyên có 2 thị trấn và 8 xã như hiện nay.

## Danh nhân
- Huỳnh Văn Nghệ - nhà thơ, thiếu tướng, Anh hùng lực lượng vũ trang nhân dân. Quê xã Thường Tân
- Trần Văn Nam - Bí thư Tỉnh ủy Bình Dương, nguyên Chủ tịch UBND tỉnh Bình Dương. Quê xã Bình Mỹ.